# Warren Ellsworth
Warren Ellsworth (Warren Aldrich Ellsworth III) (*28 de octubre de 1950, Worcester (Massachusetts), Estados Unidos-†25 de febrero de 1993, Houston, Texas) fue un tenor estadounidense conocido por su interpretación de Parsifal y Siegmund de Die Walküre.

## Trayectoria
Estudió en Juilliard School y debutó en Houston en 1979 donde hizo sus primeras armas, luego en San Francisco y Santa Fe Opera.
De amplia actuación en las islas británicas donde debutó en 1981 como Pinkerton en Madama Butterfly, pasando a integrar el elenco estable de la Opera Nacional de Gales.
Su consagración llegó como Parsifal de Richard Wagner bajo la dirección de Sir Reginald Goodall, papel que grabó en su integridad secundado por Waltraud Meier en 1984 para EMI.
Cantó Melot en Tristan und Isolde, Siegmund en Covent Garden 1986 y luego en Seattle, Ginebra, Viena y Miami, Matteo en Arabella, Lohengrin, Boris en Katia Kabanová.
En 1989 se unió a la Deutsche Oper Berlin,donde cantó Don Jose, Der Freischutz, Samson, Parsifal, Siegmund, Lohengrin y Erik.
Sus últimos papeles fueron en Aufstieg und Fall der Stadt Mahagonny y en Lady Macbeth de Mtsensk en 1991, junto a Josephine Barstow en la Opera Nacional Inglesa (ENO). 
Casado y con dos hijos, falleció a los 42 años por un linfoma, su carrera se vio así trágicamente truncada a sólo una década de su promisorio debut.